# Международная федерация киберспорта
Международная федерация киберспорта (англ. International Esports Federation, IESF) — международная спортивная организация, базирующаяся в Южной Корее, миссия которой состоит в том, чтобы киберспорт был признан законным видом спорта. Объединяет национальные киберспортивные организации большинства стран. Создана в 2008 году. Штаб-квартира находится в Республике Корея.

## Страны-участники
По состоянию на 2022 год в IESF входит 128 национальных киберспортивных организаций.
На соревнованиях 2022 года сборная России выступала под нейтральным флагом и с названием IESF, а все российские национальные символы и знаки отличия были запрещены. 28 августа по итогам голосования съезда запрет был снят. Соревнования 2023 года были пропущены сборными России и Белоруссии из-за опасений по поводу безопасности. После открытия региональных отделений ФКС России на территории ДНР и ЛНР, Федерация киберспорта Украины подала жалобу в IESF, расценив это как вмешательство в дела организации. 19 января 2024 года жалоба была удовлетворена и членство России было приостановлено. 
| Америка | Азия | Европа | Океания                      |
| --- | --- | --- | ---------------------------- |
| - Аргентина - Багамы - Бразилия - Чили - Колумбия - Коста-Рика - Доминиканская Республика - Эквадор - Гваделупа - Гватемала - Гаити - Гондурас - Ямайка - Мексика - Панама - Перу - Суринам - США - Венесуэла | - Афганистан - Бахрейн - Бангладеш - Бруней - Камбоджа - Китай - Китайский Тайбэй - Гонконг - Индия - Индонезия - Иран - Ирак - Япония - Иордания - Казахстан - Кувейт - Кыргызстан - Лаос - Ливан - Макао - Мальдивы - Малайзия - Монголия - Мьянма - Непал - Пакистан - Палестина - Филиппины - Саудовская Аравия - Южная Корея - Шри-Ланка - Сирия - Таджикистан - Таиланд - Туркменистан - Объединённые Арабские Эмираты - Узбекистан - Вьетнам | - Албания - Армения - Австрия - Азербайджан - Беларусь - Бельгия - Босния и Герцеговина - Болгария - Хорватия - Чехия - Дания - Эстония - Финляндия - Франция - Грузия - Германия - Греция - Венгрия - Ирландия - Израиль - Италия - Косово - Латвия - Литва - Люксембург - Мальта - Монако - Черногория - Северная Македония - Нидерланды - Норвегия - Польша - Португалия - Румыния - Сан-Марино - Сербия - Словакия - Словения - Испания - Швеция - Швейцария - Турция - Украина - Уэльс | - Австралия - Новая Зеландия |

## Соревнования
Первые соревнования под названием «IeSF Challenge» IeSF провела в 2009 году. В 2010 состоялся второй турнир под названием «IeSF Grand Final». С 2011 соревнования, получившие, наравне с World Cyber Games, статус мультидисциплинарного чемпионата мира по киберспорту, назывались «IeSF World Championship». С 2014 года соревнования называются «Esports World Championship».

## Деятельность и сотрудничество
International Esports Federation выступает за признание киберспорта на мировом уровне, в том числе Международным олимпийским комитетом. С 2014 года входит в ТАФИСА. Подана заявка на членство в ГАИСФ. 
В мае 2013 года IESF стала «Подписавшей стороной» Всемирного антидопингового кодекса. Первые допинг-пробы на соревнованиях по компьютерному спорту были взяты на Чемпионате мира 2013 года (Бухарест, Румыния).

## Представительство России
Российский киберспорт в International Esports Federation с 31 октября 2010 года представляет Федерация компьютерного спорта России. Константин Сурконт, сооснователь ФКС России, входит в состав правления IESF.